# غابور إيفان
غابور إيفان (بالمجرية: Iván Gábor)‏ هو راكب الكنو مجري، ولد في 24 يناير 1979.